# Movenna
Movenna ist ein Fantasy-Romanzyklus der Autorin Petra Hartmann und zugleich der Name eines Landes innerhalb der Fantasy-Welt, in der die Geschichten spielen. Die Bücher erscheinen im Wurdack-Verlag, einzelne Kurzgeschichten erschienen in Anthologien und Zeitschriften. Der erste Band, „Geschichten aus Movenna“, ist zugleich das Erstlingswerk der Autorin und das erste Buch des 2004 gegründeten Verlags.

## Entstehungsgeschichte
„König Surbolds Grab“, die erste Story aus Movenna, entstand 1999 als Beitrag zur Storyolympiade und belegte im Wettbewerb den dritten Platz. In den beiden Jahren darauf nahm die Autorin mit zwei weiteren Kurzgeschichten aus dieser Welt an der Storyolympiade teil – "Die Krone Eirikirs" und "Flarics Hexen" – und war beide Male erneut Drittplatzierte. Daraufhin schlug der Verleger Ernst Wurdack ihr vor, ein ganzes Buch über das Land Movenna zu schreiben. Dies erschien im Jahr 2004 unter dem Titel "Geschichten aus Movenna". Als Fortsetzung folgten 2007 die Storysammlung "Ein Prinz für Movenna" und 2010 der Roman "Der Fels der schwarzen Götter".

## Die Movenna-Bücher

### Geschichten aus Movenna
Das Buch ist weniger ein Roman als vielmehr eine Sammlung von kurzen und längeren Erzählungen. Die Texte "Die Krone Eirikirs" und "Flarics Hexen" waren bereits in den Anthologien der Storyolympiade erschienen, "Föj lächelt" erschien in der "Legendensänger-Edition", einem Fanzine von Christel Scheja. Bei der Geschichte "Der Kranich" handelt es sich um eine Prosa-Nacherzählung der ersten Hälfte des mittelalterlichen Versepos "Crane" des Dichters Berthold von Holle, die als Broschüre zur 850-Jahr-Feier des Dorfes Holle im Jahr 1996 erschien. "Die Rückkehr des Kranichs" erschien zwei Jahre später, ebenfalls als Broschüre, und erzählt den zweiten Teil des Epos. Für die "Movenna"-Fassung wurde der Text dem Genre Fantasy angepasst, z. B. wurde die christliche Kirche zu einem Tempel, der deutsche Kaiser zum König von Movenna, es wurde eine Hexe eingeführt etc.
Der Band "Geschichten aus Movenna" gliedert sich in drei Teile: "Das Buch der Könige", "Das Buch der Nearith" und "Das Buch der Götter". Die Geschichten hängen zum Teil direkt zusammen und setzen einander fort, zum Teil sind aber auch große Zeitsprünge zu verzeichnen. So ist die Hexe Lournu, die in der ersten Geschichte noch als kleines Kind auftaucht, bereits in der Geschichte darauf eine alte Frau, in der Mitte des Buchs gibt es aber auch eine Episode, in der sie ein junges Mädchen ist.
Ein zentrales Thema ist die Legitimität der Herrschaft des Königs Jurtak, der als Eroberer aus dem benachbarten Land Mogàl kam, und Jurtaks Versuch, seinen Sohn Ardua als Erben und Nachfolger aufzubauen. Hierzu wird Ardua konsequent nach alter movennischer Tradition erzogen, was unter anderem bedeutet, dass er von einer Hexe ausgebildet wird und bestimmte Sagen und geschichtliche Ereignisse des Landes kennenlernen muss.

### Ein Prinz für Movenna
Auch dieser Band enthält einige Geschichten, die bereits zuvor veröffentlicht worden waren. Die Geschichte "Raubwürger" erschien in der Legendensänger-Edition und im Magazin "Kurzgeschichten". Die märchenhaften Texte "Furunkula Warzenskraish" und "Der Leuchtturm am Rand der Welt" waren in der Zeitschrift "Elfenschrift zu lesen, und das Schlusskapitel "Gewitternacht" erschien in der von der Musik der Gruppe Elane inspirierten Anthologie "Im Banne des Nachtwalds".
Auch dieses Buch besteht aus drei Teilen. Das erste Drittel, "Das Buch des Orh Jonoth", ist eine Seefahrergeschichte und spielt an Bord des Schiffes „Lachmöwe“: Orh Jonoth, der bereits im vorigen Band als Leibwächter und Kindermädchen des letzten movennischen Kronprinzen vorgestellt wurde, muss den Säugling außer Landes auf die Kiesinsel bringen, um ihn vor den Usurpatoren aus Mogàl zu retten. Unterwegs begegnen sie Seeungeheuern, Piraten und der zornigen Meergöttin Reene.
Teil zwei, "Das Diamanten-Buch", lose hiermit verbunden, erzählt, wie der inzwischen 14-jährige Varelian am Strand eine Flaschenpost findet. Die Flasche enthält eine Rittergeschichte über die Taten des Königs Demantin, eine von dem Sänger Fandir geschriebene Parallelgeschichte zum Ritterstück um den König „Crane“ aus dem ersten Buch.
Der dritte Teil schließlich, "Das Buch der Bernländer", ist eine Geschichtensammlung: Fandir ist in Bernland bei einem alten Freund zu Gast und erzählt für dessen Kinder an einem Abend fünf Geschichten aus Movenna, aus dem Land der Nearith, aus der Wüste, aus dem Eisland und zuletzt von der Heimkehr des Orh Jonoth nach seiner geglückten Fahrt zur Kiesinsel. Eine Art Epilog deutet an, dass Prinz Varelian, um den sich das ganze Buch dreht, in Wirklichkeit gar nicht der Sohn des letzten rechtmäßigen movennischen Königs war, sondern einem Seitensprung der Königin entstammt.

### Der Fels der schwarzen Götter
Das dritte Buch aus Movenna ist keine Geschichtensammlung, sondern ein Roman. Dennoch werden zahlreiche kürzere Sagen und Legenden der verschiedenen Völker eingestreut. Ähnlich wie die Storysammlungen ist auch der Roman in "Bücher" unterteilt. Sie tragen die Titel "Die Nase", "Die Augen", "Der Schädel" und "Der schwarze Turm".
Der Romanhandlung liegt eine Episode aus dem ersten Movenna-Buch „Geschichten aus Movenna“ zugrunde: Die in „Der Turmbau zu Ira“ von König Jurtak geschilderten Ereignisse werden nun aus der Sicht der Waldwohner („Jaran-Dem“) und Bergwohner („Haran-Dem“) erzählt. König Jurtak, ein Usurpator aus Mogàl, will seiner Herrschaft einen legitimen Anstrich verleihen und eine einheimische Prinzessin heiraten. Aber Ziris, die Königstochter aus dem Stamm der Nearith, ist bereits vergeben. Erst die Ermordung ihres Geliebten Zosric ermöglicht eine Heirat mit dem König. Ziris will für den Toten ein riesiges Grabmal schaffen. Als Baumaterial wählt sie schwarzen Dämonenstein aus dem movennischen Bergland. Doch die schwarzen Klippen sind ein Heiligtum der Bergwohner. Ein blutiger Krieg um die Felsen beginnt, an dessen Ende die fast völlige Auslöschung der Waldwohner und Bergwohner, die Zerstörung der Bergfront, die Abholzung der Wälder und der Tod des Königspaares stehen.
Ein besonderer Schwerpunkt liegt auf der Darstellung der religiösen und schamanistischen Weltsicht der Wald- und Bergstämme, denen der Atheismus beziehungsweise der nahezu religiöse Kult um Pferde beim Steppenvolk der Nearith gegenübergestellt wird.

### Beim Vorderhuf meines Pferdes
Hierbei handelt es sich um eine reine E-Book-Veröffentlichung, die zum Verkaufsstart der elektronischen Ausgaben der drei Movenna-Bücher herausgebracht wurde. Das E-Book enthält drei Erzählungen aus der Welt der Nearith, der Steppennomaden. Es handelt sich um Seitenstücke zum „Fels der schwarzen Götter“. Das Buch widmet sich speziell dem engen Verhältnis der Nearith zu ihren Pferden.
Die erste Geschichte trägt den Titel „Alle Pferde kommen in den Himmel“. Es ist eine Geschichte aus der Kindheit der Steppenprinzessin Ziris, die zum ersten Mal in ihrem Leben ein Pferd verliert. „Der Reiter auf dem schwarzen Pferd“ erzählt ein Jugendabenteuer des späteren Steppenhelden und Geliebten der Ziris, Zosric, der sich auf einen gefährlichen Botengang zu einem verfeindeten Nachbarvolk begibt und seine Aufgabe mit Bravour meistert. Hierfür erhält er als Belohnung den legendären schwarzen Hengst, der in den Movenna-Büchern eine Rolle spielt. „Ein fliehendes Pferd“ schließlich schildert den Tod von Meric in einem Zweikampf gegen den movennischen König Jurtak. Meric war der Cousin Zosrics und hatte die Aufgabe, dessen Tod an Jurtak zu rächen.

## Wichtige Personen
- Lournu ist eine Hexe. In den Büchern erscheint sie meist als uralte Frau, doch gibt es auch einige Episoden, die sie als Kind oder Jugendliche zeigen. Lournu kann wirklich zaubern, doch bedient sie sich, gerade bei Heilungen, wie viele movennische Hexen, bevorzugt des Placebo-Effekts.
- Ardua ist der Kronprinz Movennas. Er ist der Sohn des Eroberers Jurtak und der Steppenprinzessin Ziris. Er soll nach Willen seines Vaters einst die Krone erben. Um vom Volk anerkannt zu werden, absolviert er traditionsgemäß eine Lehre bei der Hexe Lournu, ist jedoch wenig erfolgreich als Zauberlehrling. Ardua wird als durchaus sympathischer Junge gezeigt, doch sind alle Einheimischen davon überzeugt, dass er niemals König werden wird.
- Jurtak ist ein Eroberer aus dem Nachbarland Mogàl. Nachdem er das Land Movenna unterworfen hat, will er seiner Herrschaft nachträglich eine gewisse Legitimität verschaffen und eine neue Dynastie gründen. Zu diesem Zweck heiratet er die movennische Steppenprinzessin Ziris und versucht, den aus dieser Verbindung entstandenen Sohn Ardua als Thronfolger zu etablieren. Jurtak wird gezeigt als ambivalenter Charakter. Er ist zu Beginn seiner Herrschaft grausam, führt Kriege und rottet Anhänger des alten Königshauses aus. Später wird er gezeigt als nachdenklicher und weitblickender Staatsmann, der durch seine Großzügigkeit beim Volk sogar eine gewisse Beliebtheit erlangt. Als Verliebter, der um die Prinzessin Ziris wirbt, ist er zugleich hilfloser Höriger einer Frau, die ihn nicht will, schwaches Werkzeug in den Händen seines Ratgebers und skrupelloser Auftraggebers eines Mordes.
- Ziris ist die Tochter des Steppenkönigs Swadilfari, eine Prinzessin des Reitervolks der Nearith, schön, unabhängig und kriegerisch. Ihr Geliebter Zosric wird auf Befehl Jurtaks ermordet, woraufhin sie durch einen Trick dazu bewegt wird, Jurtak zu heiraten. Sie wird ein Jahr später Mutter Arduas. Ziris wird nach dem Tod Zosrics mehr und mehr vom Wahnsinn gepackt. Sie entwickelt die fixe Idee, erst ihrem Geliebten, dann dessen Pferd ein riesiges Grabmal zu errichten, und wird dadurch Auslöserin eines furchtbaren Krieges um die schwarzen Klippen, die als Baumaterial dienen sollen. Sie stirbt durch Selbstmord.
- Orh Jonoth ist ein riesenhafter Krieger aus der Leibgarde des alten movennischen Königs. Er ist von eher schlichtem Gemüt, sein Ethos lässt sich in dem Satz „Auf dem Schild oder mit dem Schild“ zusammenfassen: Aus einer Schlacht solle man entweder tot oder als Sieger nach Hause zurückkehren. Nach dem verlorenen Krieg gegen die Eroberer aus dem Nachbarland Mogàl will er sich eigentlich in sein Schwert stürzen. Doch er erhält von seinem König den Befehl, zu flüchten und dessen Sohn, den Säugling Varelian, außer Landes zu schaffen. Orh Jonoth ist dargestellt als schweigsamer, dumpf vor sich hinbrütender Koloss, allerdings auch recht gutherzig und als Kindermädchen eher hilflos. Als Meister aller Kampfkünste kann er notfalls sogar mit einer Gabel in einem Nobelrestaurant einen Gegner töten.
- Ask ist ein Angehöriger eines Stammes der Waldmenschen, die durch den Krieg um die schwarzen Klippen nahezu ausgerottet werden. Er ist ein naiver, durchschnittlicher Junge eines Naturvolks, der später einmal ein guter Jäger werden möchte. Für eine Mutprobe bricht er einen Stein aus der schwarzen Klippenwand und wird dadurch indirekt zum Auslöser eines Krieges um diese Felsen.
- Roc ist ein junger Schamane aus dem Bergvolk. Neben Ask ist er die zweite Perspektivfigur im Roman „Der Fels der schwarzen Götter“. Roc ist ein frommer Eiferer, der den Wegen der Götter folgt. Er versucht, die geraubten Götter aus dem Land der Nearith zurückzuholen, scheitert jedoch an einer verpatzten Beschwörung.

## Geographie Movennas
Movenna ist ein Land der gemäßigten Klimazone, vergleichbar Mitteleuropa. Es wird von einem in Nord-Süd-Richtung verlaufenden Bergrücken in zwei Teile geteilt. Westlich des Berglandes liegt eine flache Ebene, an die sich das Meer anschließt. Eine besondere Landschaft ist das im Westen gelegene "Lilienmeer", eine Ebene, die von weißen Lilien bewachsen ist. Im Südosten des Berglands liegt das "Schottergebirge".
Im Norden des Berglands liegt eine gewaltige Steinwand aus schwarzem Fels, in die zahlreiche Gesichter und Fratzen eingemeißelt sind. Diese blicken nach Norden und hatten, einer movennischen Legende zufolge, die Funktion, die Eisdämonen zu erschrecken und dadurch die Eiszeit zu beenden. Nördlich der Felswand liegen die "Eisigen Einöden".
Östlich des Berglands fließt parallel zum Gebirge der Fluss Trifta, der stark mäandriert, auf Höhe des Schottergebirges eine Furt aufweist und sich im Süden in Form eines Flussdeltas ins Meer ergießt. Die östlichen Gebiete sind flach, sie gehen mit zunehmendem Abstand zum Gebirge nach und nach in ein Steppenland über.
Movennische Küstenstädte sind im Westen Ura, Urasport und Dichtaby, im Südwesten Pisca. Pisca liegt an einer Bucht, der sieben Inseln und Inselstädte vorgelagert sind: Babla, Tarsa, Sadna, Bruta, Rewad, Gadra und Gena. Östlich des Gebirges liegen die Hauptstadt Pol Movenn, die beiden Universitätsstädte Svatta und Vitta sowie die Handwerkerstadt Kathlynas Park. Ganz im Osten, an der Grenze zu Mogàl liegt die Grenzfestung Ira.
Nördlich von Movenna liegt das eher skandinavisch geprägte Bernland (Hauptstadt: Akkatossa). Es ist weitgehend gebirgig, von Fjorden durchzogen und von kühlerem Klima. Im Norden Bernlands liegt das Land der Plukku, kleiner flachgesichtiger Jäger, die in Robbenfellbooten auf Jagd fahren.
Östlich Movennas liegt das Land Mogàl, ein Steppenreich.
Südlich Movennas befindet sich der Kontinent Ssuria. Er weist eine dünenreiche Sandwüste namens Xenemy auf. In ihr liegen die Oasen Aristamí und K'Chima. An der nördlichen Küste Ssurias liegt die Hauptstadt Chadashqarth. Ferner gibt es südlich von Ssuria den Südkontinent Anthula.

## Religion / Gottheiten
In Movenna und den umliegenden Ländern gibt es mehrere polytheistische Religionen, die zum Teil miteinander im Widerstreit liegen. Die beiden verbreitetsten Glaubensrichtungen sind der Glaube an die vier Götter (Weor, Nödir, Reene und Ekke) und der Kult des Ligur. Als älteste und inzwischen beinahe vergessene Gottheit gilt der "Witte", in dessen Dienste die vier Winde stehen.

### Der Witte und die vier Winde
In "Der Untergang der Stadt Venta" ("Geschichten aus Movenna") erzählt der Sänger Fandir von einem namenlosen Küstengott, den man nur "Der Witte" nannte. Dieser Gott soll vier Gesichter gehabt haben und auf einem Pferd an der Küste entlanggeritten sein. Als seine Diener fungierten die Windgottheiten Borh (Nordwind), Arjol (Ostwind), Limana (Südwind) und Ventis (Westwind). Das Scheiden des "Witten" wird mit dem Anbruch einer neuen Zeit erklärt. Sein Abschiedsgeschenk war der Bernstein, den die Westwindin Ventis aus dem Meer an den Strand wehte. In der Erzählzeit der drei Movenna-Bücher wird der "Witte" nicht mehr verehrt und ist weitgehend vergessen. Lediglich im Namen der an Vineta und Atlantis erinnernden untergegangenen Inselstadt Venta ist noch eine Erinnerung an die Westwindin Ventis erhalten.

### Die vier Götter
Der Glaube an die vier Götter ist vor allem an der Küste und im nördlichen Nachbarland Bernland vorherrschend. Die vier Götter sind
- Weor, Donner- und allgemein Wettergott. Er wird geschildert als ein Riese, der in einem von Donnerrossen gezogenen Wagen über den Himmel fährt und dabei eine Kupferaxt schwingt
- Nödir, der Gott der Seefahrt und der Kaufleute
- Ekke, der Gott des Meeres und der Küste
- Reene, die launische Meeresmutter, Gattin Eckes, die die Seelen der Ertrunkenen einsammelt. Nach ihr ist der eisige Reenestrom benannt, ein Phänomen im nördlichen Meer

Außerdem wird ein Sohn Weors verehrt, der in Movenna den Namen Föj und in Bernland den Namen Fiu trägt. Er ist der Gott der Liebe und der Gerechtigkeit, ferner ist er Stadtgott von Dichtaby. Ihm ist die Kiesinsel geweiht.

### Ligur
Ligur ist ein Gott, der ursprünglich vom Südkontinent Ssuria stammt. Er war der Sohn des Weltschöpfers Datuvel-vola und der Liebesgöttin Caftoris. Ligur wurde gevierteilt und ist wieder auferstanden, weshalb in seinen Tempeln kleine Mobilés aus Goldblech hängen. Missionare brachten die Ligur-Religion nach Movenna, wo sie bald stark wurde und den Viergötterglauben zu verdrängen begann. Obwohl Ligur als Liebesgott verehrt wird, hat er doch oft aggressive Züge, und seine Missionare traten oft brutal auf. In der Sage vom Untergang der Stadt Venta wird erzählt, wie Ligur die Stadt vernichtete ("Geschichten aus Movenna"). In Karan-Nur auf dem Südkontinent Ssuria werden dem Ligur Menschenopfer dargebracht ("Ein Prinz für Movenna").

### Religion der Nearith
Die Nearith sind ein Volk von Pferdenomaden aus der westlichen Steppe, das eigentlich als atheistisch gilt. Manchmal äußern Angehörige anderer Völker, die Nearith würden nur an ihre Pferde glauben. So lautet die heiligste Schwurformel der Nearith: "Beim Vorderhuf meines Pferdes."
Eine Gottheit, die vereinzelt angerufen wird, ist jedoch Bonwarnon, der Morgenstern, manchmal auch als Abendstern, der die Sternenpferde über den Himmel führt. Unter anderem empfehlen die Reiter die Seelen ihrer verstorbenen Pferde Bonwarnon an.

### Die hundert schwarzen Götter und tausend schwarzen Dämonen
Das Volk der Bergwohner (Eigenbezeichnung: Haran-Dem) verehrt eine schwarze Felswand, in der zahlreiche Gesichter bzw. Fratzen eingegraben sind. Es handelt sich laut Entstehungsgeschichte im Roman "Der Fels der schwarzen Götter" um hundert schwarze Götter und tausend schwarze Dämonen. Ihre drohend nach Norden blickenden Gesichter sollen einer Sage zufolge die Eiszeit beendet und die aus dem Norden heranrückenden Gletscher abgeschreckt haben. Die Zerstörung der Wand soll daher, nach dem Glauben der Bergwohner, eine neue Eiszeit auslösen.
Ganz oben im schwarzen Pantheon stehen "die drei Namenlosen", wobei im Roman nicht eindeutig gesagt wird, ob sie Teil der 100 schwarzen Götter sind (also über 97 Götter herrschen) oder als 101. bis 103. Wesen noch über dieser Hundertschaft stehen.
Als schwächster der in der schwarzen Wand verehrten Wesenheiten gilt Bimms, eine Art bösartiger Kobold, der auf Missachtung ausgesprochen reizbar reagiert. Der alte Schamane der Bergwohner ermahnt seinen Schüler Roc daher, Bimms ganz besonders zu verehren, es sei gerade gefährlich, die kleinen Geister zu erzürnen. So ist es auch der Frevel am Bildnis des Bimms, der den im "Fels der schwarzen Götter" geschilderten Krieg auslöst, und es ist Bimms, der am Ende für den Tod des Schamanen Roc verantwortlich ist.
Namentlich bekannt sind folgende Götter oder Dämonen
- die drei Namenlosen, Herrscher der Götter
- Lithuriel ("mit der steinernen Stirn")
- Petromel ("mit dem bösen Blick")
- Al-Cefah ("der Zerschmetterer seiner Feinde")
- Ruodosax ("mit den tödlichen Klauen")
- Tokeimoth ("gehörnter Herr des tödlichen Steinschlags")
- Sikaritho ("vernichtender Blitz", "Herr des Todesblitzes")
- Sapanoir ("der Grausame")
- Montan ("der Erhabene")
- Bimms ("der kleine, gemeine, der Pfeilspitzen versteckt und Füße straucheln lässt")

### Der Waldalte
Das Volk der Waldwohner (Eigenbezeichnung: Jaran-Dem) verehrt in der Gestalt des Waldalten eine Art Schöpfergott oder Kulturheros. Der Waldalte, der ursprünglich der Bergfürst hieß, soll einst den Wald geschaffen haben. Hintergrund ist ein Teufelspakt mit einem Wesen, das nur der Böse genannt wurde und mit dessen Hilfe der Waldalte um seine Frau, die Sonnentochter Jadathea, warb. Der Pakt lautete: Der Böse dürfe ihn und seine Frau, die Sonnentochter holen, sofern er ihnen nach der Hochzeit noch Zeit für eine Saat und eine Ernte ließe. Um den Bösen auszutricksen, säte der Waldalte jedoch nicht Korn, sondern Eicheln und wacht seitdem über seinen Wald.
Außer dem Respekt vor dem Waldalten und der Verehrung der Sonnentochter haben die Waldwohner ein eher animistisch-schamanistisches Weltbild, Schamanen beschwören vor der Jagd die Geister der Tiere, es gibt einen Bärenkult und Legenden über den listigen Fuchs. Eine besondere Verehrung genießt der Dachs, dem ein großer Anteil am Weltschöpfungswerk zugesprochen wird und der als Ahnherr eines der Waldwohner-Stämme gilt.

## Auszeichnungen
- Dritter Platz für „König Surbolds Grab“ bei der Storyolympiade 1999
- Dritter Platz für „Die Krone Eirikirs“ bei der Storyolympiade 2000
- Dritter Platz für „Flarics Hexen“ bei der Storyolympiade 2001
- "Buch des Monats", November 2010, auf der Phantastik-Couch für "Der Fels der schwarzen Götter"

## Trivia
- Die Geschichte „Pfefferkuchen“ entstand für ein Geschenkbuch („Das ist unser Ernst!“) für Ernst Wurdack, in dem ehemalige Teilnehmer der Storyolympiade und weitere Wurdack-Autoren den Verleger als Figur in ihre jeweiligen Welten einbauten. Hartmanns Erzählung ist eine Vorgeschichte zu ihrer Wettbewerbsstory „Die Krone Eirikirs“ und schildert, wie Wurdack in der Hexenküche beim Pfefferkuchenbacken auftaucht und dabei einen Fleck im Zauberbuch verursacht, der in der Wettbewerbsgeschichte für das Scheitern eines Zaubers verantwortlich ist.
- Die Autorin veröffentlichte alle Movenna-Bücher in alter deutscher Rechtschreibung. In einem Interview sagte sie, es sei ein Problem, „[d]ass das Wort „dass“ einfach viel hässlicher aussieht als ein „daß“, aber nur wenige Verleger dafür Verständnis haben.“ (http://wasmitbuechern.de/index.php/2010/06/01/petra-hartmann-angefangen-mit-dem-bucherschreiben-habe-ich-schon-bevor-ich-schreiben-konnte/)
- In einem Aufsatz mit dem Titel „Wie kann man nur Varelian heißen?“ befasst sich die Autorin mit dem „Unbehagen“, das Nicht-Fantasy-Fans mit der Namensgebung in der Fantasy haben, unter anderem mit den movennischen Namen Orh, Lournu und Varelian. Sie führt aus, dass sich heutzutage in jedem Kindergarten skurrilere Namen finden.

### Bücher
- Geschichten aus Movenna. Fantasy. Wurdack-Verlag, Nittendorf 2004, ISBN 978-3-938065-00-6 (164 S.).
- Ein Prinz für Movenna. Wurdack-Verlag, Nittendorf 2007, ISBN 978-3-938065-24-2 (188 S.).
- Der Fels der schwarzen Götter. Wurdack-Verlag, Nittendorf 2010, ISBN 978-3-938065-64-8.

### E-Books
- Geschichten aus Movenna. Wurdack-Verlag, Nittendorf 2014, ISBN 978-3-95556-077-5.
- Ein Prinz für Movenna. Wurdack-Verlag, Nittendorf 2014, ISBN 978-3-95556-078-2.
- Der Fels der schwarzen Götter. Wurdack-Verlag, Nittendorf 2014, ISBN 978-3-95556-079-9.
- Beim Vorderhuf meines Pferdes. Neue Geschichten aus Movenna. Wurdack-Verlag, Nittendorf 2014, ISBN 978-3-95556-081-2.

### Hörbuch
- Der Fels der schwarzen Götter. Gesprochen von Resi Heitwerth. Action Verlag, Essen 2012, ISBN 978-3-86210-512-0.

### Geschichten in Anthologien und Zeitschriften
- Die Krone Eirikirs. In: Traumpfade (Anthologie zur Storyolympiade 2000). Hrsg. v. Stefanie Pappon und Ernst Wurdack. Dresden, 2001. S. 18–25.
- Flarics Hexen. In: Geschöpfe der Dunkelheit (Anthologie zur Storyolympiade 2001). Hrsg. v. Stefanie Pappon und Ernst Wurdack. Dresden, 2002. S. 22–28. ISSN 1619-9647
- Raubwürger. In: Kurzgeschichten, September 2004, S. 20f. ISSN 1613-432X
- Föj lächelt. In: Alraunenwurz. Legendensänger-Edition Band 118. November 2004. Hrsg. v. Christel Scheja. S. 23. ISSN 0944-5714
- Furunkula Warzenkraish. Elfenschrift, dritter Jahrgang, Heft 2, Juni 2006. S. 10–14. ISSN 1613-3293
- Raubwürger. In: Drachenelfen. Legendensänger-Edition Band 130. Januar 2006. Hrsg. v. Christel Scheja. S. 3–5. ISSN 0944-5714
- Der Leuchtturm am Rande der Welt. In: Elfenschrift, vierter Jahrgang, Heft März 2007, S. 18–21. ISSN 1613-3293
- Goldauge. In Phantastische Geschichten mit den Phantastik Girls. (Broschüre der Autorinnenvereinigung Phantastik Girls zum MarburgCon 2007)
- Gewitternacht. In: Im Bann des Nachtwaldes. Hrsg. v. Felix Woitkowski. Lerato-Verlag, 2007. S. 57–60. ISBN 978-3-938882-43-6
- Pfefferkuchen. In: Das ist unser Ernst! Hrsg. v. Martin Witzgall. München: WortKuss Verlag, 2010. S. 77–79. ISBN 978-3-942026-02-4 (Softcover), ISBN 978-3-942026-03-1 (Hardcover)
- Winter-Sonnenwende. In: Mit Klinge und Feder. Hrsg. v. Petra Hartmann und Andrea Tillmanns. Homburg/Saar: UlrichBurger-Verlag, 2013. S. 51–59. ISBN 978-3-943378-07-8
- Der Reiter auf dem schwarzen Pferd. In: Mit Klinge und Feder. Hrsg. v. Petra Hartmann und Andrea Tillmanns. Homburg/Saar: UlrichBurger-Verlag, 2013. S. 60–68. ISBN 978-3-943378-07-8
- Die Blaubeerbrücke. In: Met-Magie. Hrsg. v. Amandara M. Schulzke und Nadine Muriel. Hamburg: Acabus Verlag, 2022. S. 163–174. ISBN 978-3-86282-833-3

## Artikel
- Wie kann man nur Varelian heißen? Über das Unbehagen an der Namensgebung in der Fantasy. In: Elfenschrift, 5. Jahrgang, März 2008. S. 16f. ISSN 1613-3293 Auch online veröffentlicht auf literra.info, 16. März 2010. Archivversion: https://web.archive.org/web/20160801065141/http://literra.info/artikel/artikel.php?id=66
- Oh, was bin ich verrucht ... Wer als Fantasy-Autor unter Mittelalter-Fachleute gerät, sollte sich warm anziehen. Veröffentlicht auf literra.info, 27. März 2010. Archivversion: https://web.archive.org/web/20130702163253/http://literra.info/artikel/artikel.php?id=67

## Print
- Ulrike Stegemann: Geschichten aus Movenna. In: Elfenschrift. Ausgabe 3. September 2004. S. 25. ISSN 1613-3293
- Ulrike Stegemann: Der Fels der schwarzen Götter. In: Elfenschrift. Ausgabe 28. Dezember 2010. S. 32.
- Klaus-Peter Walter: Hartmann, Petra: Der Fels der schwarzen Götter. In: Werkführer durch die utopisch-phantastische Literatur. Hrsg. v. Franz Rottensteiner und Michael Koseler. Meitingen: Corian-Verlag Heinrich Wimmer, 1988ff. ISBN 978-3-89048-800-4